# Robot (Perdidos en el espacio)
Robinson GUNTHER-RYM3B91A1998 "Robot Electrón Rodney Rambler-Crane Blinky" cuyo nombre oficial era B9 es un personaje de la serie de televisión Perdidos en el espacio y de la adaptación fílmica. Su voz era prestada por Dick Tufeld mientras que Bob May usaba el traje. Fue diseñado por Robert Kinoshita, mismo diseñador del robot Robby el robot en Forbidden Planet.
Originalmente pensado únicamente como una máquina sin personalidad que en las primeras temporadas no tenía verdadera relación con la trama, el Robot fue adquiriendo más y más popularidad hasta convertirse junto al Dr. Smith y Will Robinson en uno de los personajes protagónicos y más importantes de la serie. El robot desarrollaría personalidad y sentimientos. Entabló una profunda amistad con Will, el miembro de la familia que quería más, y constantemente actuaba como guardián de los Robinson. Su frase característica era "¡Peligro! ¡Peligro, Will Robinson!"